# Dystopia (Album)
Dystopia (englisch für „Dystopie“) ist das 15. Studioalbum der US-amerikanischen Thrash-Metal-Band Megadeth. Es wurde am 22. Januar 2016 über Dave Mustaines Label Tradecraft bei Universal Music veröffentlicht.
Vor der Aufnahme von Dystopia verließen der langjährige Schlagzeuger Shawn Drover und der Gitarrist Chris Broderick die Band. Diese Rollen auf dem Album wurden von Lamb-of-God-Schlagzeuger Chris Adler und Angra-Gitarrist Kiko Loureiro eingenommen, wobei nur Loureiro in der Band blieb. Adler wurde kurze Zeit später durch Dirk Verbeuren ersetzt.

## Entstehung und Inhalt

### Vorgeschichte
Im Juni 2013 hatte Megadeth das 14. Studioalbum, Super Collider herausgebracht. In den Monaten nach der Veröffentlichung des Albums gab Frontmann und Gitarrist Dave Mustaine bekannt, dass er und der Rest der Band bereits begonnen hatten, über ein Nachfolgealbum zu diskutieren.
Im Laufe des Jahres 2014 gab die Band ihre Absicht bekannt, mit der Vorproduktion des Albums zu beginnen. Die Band hatte seit Dezember 2013 an neuem Material gearbeitet, und im Januar 2014 enthüllte Mustaine, dass bereits viele Riffs für die Platte geschrieben worden waren. Im Mai 2014, vor seinem Aussteigen, gab Drover bekannt, dass er und Mustaine ins Studio gegangen waren und begonnen hatten, einige Demo-Ideen zu verfolgen. Die Band hatte ursprünglich geplant, im August 2014 aufzunehmen und das Album 2015 zu veröffentlichen. Stattdessen wurde erst im Oktober geplant, neues Material als Demo aufzunehmen und im Januar 2015 mit der eigentlichen Aufnahme zu beginnen. Mustaine erklärte, dass die Band aufgrund eines reduzierten Tourplans für den Sommer 2014 mehr Zeit hatte, sich auf das Songwriting zu konzentrieren.
Allerdings hatte die Band 2014 mit einigen Problemen zu kämpfen. Im Mai starb der Bruder von Bassist David Ellefson an Krebs, woraufhin die Band eine Reihe geplanter Shows absagte. Am 4. Oktober wurde Mustaines von Alzheimer betroffene Schwiegermutter auf einem Campingplatz vermisst. Ihre sterblichen Überreste wurden am 26. November entdeckt. Darüber hinaus gaben Schlagzeuger Shawn Drover und Gitarrist Chris Broderick im November ihren Rücktritt von der Band bekannt. Die beiden spielten alsbald in einer neuen Band, Act of Defiance.
Trotz allem gab Ellefson bekannt, dass die Band noch Anfang 2015 mit der Arbeit an dem Album beginnen wollte. Ellefson deutete außerdem an, dass der Aufnahmeprozess des Albums „helfen würde, die Ersetzungen von Broderick und Drover zu bestimmen“.

### Produktion und Aufnahme
Im Februar 2015 gab Ellefson bekannt, dass das Album „zu guten Teilen geschrieben“ war. Die Band ging im April 2015 in die Latitude South Studios in Leiper’s Fork, Tennessee, und die Aufnahmen endeten im Juli. Es war zunächst unklar, wer das Album produzieren würde. Mustaine sagte, anstatt Johnny K, der sowohl Thirteen (2011) als auch Super Collider (2013) produziert hatte, zu nehmen, würde die Band möglicherweise einen neuen Produzenten wählen. Während Mustaine zunächst Interesse an einer Zusammenarbeit mit dem Produzenten Max Norman bekundete, der Rust in Peace (1990) gemischt und Countdown to Extinction (1992) und Youthanasia (1994) produziert hatte, wurde alsbald verkündet, dass Mustaine zusammen mit Toby Wright produzieren solle. Wright wurde jedoch frühzeitig entlassen, und Mustaine produzierte stattdessen das Album mit Chris Rakestraw.
Während es erste Spekulationen gab, dass Mustaine und Ellefson versuchen könnten, die Besetzung von Rust in Peace wiederzuvereinen, gab es zunächst keine offizielle Aussage der Band zu diesem Thema. Später stellte sich heraus, dass die Band tatsächlich mit den ehemaligen Mitgliedern Nick Menza (Schlagzeug) und Marty Friedman (Gitarre) ins Gespräch gekommen war, aber keine Einigung erzielen konnte. Menza starb schließlich im Mai 2016 an einem Herzinfarkt.
Im März 2015 schrieben mehrere Rock-Nachrichten-Websites, dass der Lamb-of-God-Schlagzeuger Chris Adler auf dem Album Schlagzeug spielen würde, was später von der Band bestätigt wurde. Im selben Monat wurde auch bekanntgegeben, dass der Angra-Gitarrist Kiko Loureiro der Band beigetreten ist. Mustaine enthüllte am 27. Juli eine Titelliste für das damals unbenannte Album und gab bekannt, dass die Produktion des Albums einen Monat später abgeschlossen sein würde.

### Covergestaltung
Das Cover wurde von dem New Yorker Künstler Brent Elliott White gestaltet, der die Idee hatte, einen postapokalyptischen Ansatz zu wählen. Dieser lässt mit Rauchwolken und der Zerstörung in einer Großstadt auch an den 11. September denken. Vic Rattlehead wird als Cyborg dargestellt, mit einem Virtual-Reality-Headset anstelle des von ihm sonst getragenen genieteten Visiers, einem Headset anstelle von Metallkappen an den Ohren und einem Mundstück, das einer Maske ähnelt. Die Pose mit dem Kopf eines Cyborgs, der der Freiheitsstatue ähnelt, und einem Katana ist eine Hommage an Die sieben Samurai. Die Kulisse ist mit der verlassenen und zerstörten Stadt stellt zudem unter anderem eine Reverenz an 12 Monkeys sowie an Mad Max dar, indem sie Vic unter die Sydney Harbour Bridge stellt, und The Walking Dead mit den „Drohnen, die wie Michonnes versklavte Zombie-Freunde sein sollen“. 2016 wurde das Cover im Burrn! Magazin von den Lesern zum besten Album-Cover gewählt.

### Inhalt
Mustaine ging vorab auf mögliche Themen der Texte ein und sagte, dass er über Weltgeschichte und „verrücktes wissenschaftliches Zeug“ gelesen hatte. Sowohl Mustaine als auch Ellefson hatten angegeben, dass das Album einen anderen musikalischen und stilistischen Ansatz als das vorherige Album aufweisen würde, einschließlich einer Abkehr von einem radioorientierten Sound, der von einigen Rezensenten als eine Rückkehr zurück zum Thrash-Sound charakterisiert wurde. Mustaine erklärte auch seine Überzeugung, dass der Sound und das Songwriting des Albums von seinem Gastauftritt 2014 beim San Diego Symphony beeinflusst werden würden.
Im Mai 2015 veröffentlichte die Band mehrere Videoclips auf PledgeMusic mit Ausschnitten neuer Songs mit den Titeln The Emperor und Conquer ... or Die. Bei Poisonous Shadows hatte Kiko Loureiro Klavierparts übernommen. Darüber hinaus gab Mustaine an, dass das Album Orchesterarrangements von Ronn Huff, dem Vater des Plattenproduzenten Dann Huff, der Ende der 1990er Jahre mit der Band zusammenarbeitete, beinhalten würde. Es wurde auch angekündigt, dass das Album einen Gastauftritt des Country-Musikers Steve Wariner enthalten würde, der Steel-Gitarrenparts spielen würde. Allerdings wurden weder Huff noch Wariner in den Liner Notes des Albums genannt.

## Titelliste
Alle Songs wurden von Dave Mustaine geschrieben, außer wo angegeben.
| Nr. | Titel               | Länge |
| --- | ------------------- | ----- |
| 1.  | The Threat Is Real  | 4:22  |
| 2.  | Dystopia            | 5:00  |
| 3.  | Fatal Illusion      | 4:16  |
| 4.  | Death from Within   | 4:48  |
| 5.  | Bullet to the Brain | 4:29  |

| Nr.          | Titel                          | Autor(en)               | Länge |
| ------------ | ------------------------------ | ----------------------- | ----- |
| 6.           | Post American World            | Mustaine, Kiko Loureiro | 4:25  |
| 7.           | Poisonous Shadows              | Mustaine, Loureiro      | 6:02  |
| 8.           | Conquer or Die! (Instrumental) | Mustaine, Loureiro      | 3:33  |
| 9.           | Lying in State                 |                         | 3:34  |
| 10.          | The Emperor                    |                         | 3:54  |
| 11.          | Foreign Policy (Fear-Cover)    | Lee Ving (ungenannt)    | 2:28  |
| Gesamtlänge: | Gesamtlänge:                   | Gesamtlänge:            | 46:51 |

## Rezeption

### Rezensionen
Das Album  erhielt überwiegend positive Kritiken, von denen einige die Leistung von Kiko Loureiro hervorhoben. Einige Rezensenten bemängelten einige der Texte. Für das Titelstück des Albums wurde die Band nach einigen Nominierungen bei den Grammy Awards 2017 erstmals mit einem Grammy Award for Best Metal Performance ausgezeichnet.

### Charts und Chartplatzierungen
| ChartsChartplatzierungen       | Höchstplatzierung | Wochen |
| ------------------------------ | ----------------- | ------ |
| Deutschland (GfK)              | 10 (5 Wo.)        | 5      |
| Österreich (Ö3)                | 14 (4 Wo.)        | 4      |
| Schweiz (IFPI)                 | 7 (4 Wo.)         | 4      |
| Vereinigtes Königreich (OCC)   | 11 (2 Wo.)        | 2      |
| Vereinigte Staaten (Billboard) | 3 (9 Wo.)         | 9      |